# Ulf del Wessex
Ulf (o Wulf) Haroldson (Chester?, circa 1067 – Normandia, 1087) era figlio di Aroldo Godwinson, re d'Inghilterra. Fu catturato nel corso della conquista normanna dell'Inghilterra e imprigionato in Normandia, liberato solo alla morte di Guglielmo il Conquistatore.

## Nascita e famiglia
La famiglia di Ulf era una delle più potenti dell'Inghilterra anglosassone: suo nonno paterno era Godwin, conte di Wessex, e suo padre era Harold Godwinson, che ereditò lo stesso titolo e fu incoronato re d'Inghilterra all'inizio del 1066. La prima moglie di Aroldo era Ealdgyth, e la sua seconda moglie era Edith di Mercia, sorella dei conti Edwin e Morcar. La maggior parte degli storici crede che Ealdgyth fosse la madre di Ulf, ma nel XIX secolo Edward Freeman sostenne che fosse Edith di Mercia. Frank Barlow, invece, era indeciso.
Anche la data di nascita di Ulf è incerta. Se Freeman aveva ragione, allora Edith di Mercia deve aver dato alla luce Ulf a Chester dopo la morte di Aroldo II, essendo stata sposata con lui solo da pochi mesi in totale, e poiché era anche la madre di un figlio chiamato Aroldo, ciò implicherebbe necessariamente che i due i ragazzi erano gemelli. D'altra parte Ian Walker sostiene di essere nato tra il 1047 e il 1053. Il nome di Ulf, scandinavo, fu forse preso da uno zio materno di Aroldo II Godwinson.

## Imprigionamento
Ad un certo punto del regno di Guglielmo il Conquistatore, forse durante il periodo di confusione dopo la battaglia di Hastings, Ulf fu fatto prigioniero e trasferito in Normandia, dove rimase fino al 1087. Quando William era sul letto di morte fu persuaso dai dignitari della chiesa che lo assistevano a rilasciare tutti i suoi prigionieri politici, tra cui Ulf. Apparentemente i termini della prigionia di Ulf erano stati abbastanza larghi da permettergli di apprendere le abilità di un guerriero a cavallo, dal momento che il successore di Guglielmo I come duca di Normandia, Roberto II, nominò Ulf cavaliere. Ha anche permesso a Ulf di lasciare la Normandia, ma non è noto se lo abbia fatto poiché non ci sono ulteriori registrazioni della carriera di Ulf.

## Ascendenza
|                         |   |                     | Genitori                    |  |  | Nonni |  |  | Bisnonni      |  |  | Trisnonni |  |
|                         |   |                     |                             |  |  |       |  |  | Wulfnoth Cild |  |  | Thegn     |  |
|                         |   |                     |                             |  |  |       |  |  | Wulfnoth Cild |  |  | Thegn     |  |
|                         |   | …                   |                             |  |  |       |  |  | Wulfnoth Cild |  |  |           |  |
| Godwin del Wessex       |   |                     |                             |  |  |       |  |  | Wulfnoth Cild |  |  |           |  |
|                         |   | …                   | …                           |  |  |       |  |  |               |  |  |           |  |
|                         |   | …                   | …                           |  |  |       |  |  |               |  |  |           |  |
|                         |   | …                   | …                           |  |  |       |  |  |               |  |  |           |  |
| Aroldo II d'Inghilterra |   | …                   |                             |  |  |       |  |  |               |  |  |           |  |
|                         |   | Thorgils Sprakalägg | Styrbjörn Starke            |  |  |       |  |  |               |  |  |           |  |
|                         |   | Thorgils Sprakalägg | Styrbjörn Starke            |  |  |       |  |  |               |  |  |           |  |
|                         |   | Thorgils Sprakalägg | Tyri di Danimarca (Fatata?) |  |  |       |  |  |               |  |  |           |  |
| Gytha Thorkelsdaettir   |   | Thorgils Sprakalägg |                             |  |  |       |  |  |               |  |  |           |  |
|                         |   | Sigrid del Halland  | …                           |  |  |       |  |  |               |  |  |           |  |
|                         |   | Sigrid del Halland  | …                           |  |  |       |  |  |               |  |  |           |  |
|                         |   | Sigrid del Halland  | …                           |  |  |       |  |  |               |  |  |           |  |
| Ulf Haraldsson          |   | Sigrid del Halland  |                             |  |  |       |  |  |               |  |  |           |  |
|                         | … | …                   |                             |  |  |       |  |  |               |  |  |           |  |
|                         | … | …                   |                             |  |  |       |  |  |               |  |  |           |  |
|                         | … | …                   |                             |  |  |       |  |  |               |  |  |           |  |
| …                       | … |                     |                             |  |  |       |  |  |               |  |  |           |  |
|                         |   | …                   | …                           |  |  |       |  |  |               |  |  |           |  |
|                         |   | …                   | …                           |  |  |       |  |  |               |  |  |           |  |
|                         |   | …                   | …                           |  |  |       |  |  |               |  |  |           |  |
| Ealdgyth Swan-neck      |   | …                   |                             |  |  |       |  |  |               |  |  |           |  |
|                         |   | …                   | …                           |  |  |       |  |  |               |  |  |           |  |
|                         |   | …                   | …                           |  |  |       |  |  |               |  |  |           |  |
|                         |   | …                   | …                           |  |  |       |  |  |               |  |  |           |  |
| …                       |   | …                   |                             |  |  |       |  |  |               |  |  |           |  |
|                         |   | …                   | …                           |  |  |       |  |  |               |  |  |           |  |
|                         |   | …                   | …                           |  |  |       |  |  |               |  |  |           |  |
|                         |   | …                   | …                           |  |  |       |  |  |               |  |  |           |  |
|                         |   | …                   |                             |  |  |       |  |  |               |  |  |           |  |